# Commerzbank
Commerzbank ou Commerzbank AG est une importante banque universelle allemande, dont le siège social est officiellement situé à Francfort-sur-le-Main depuis 1990, après avoir été successivement implantée à Hambourg (1870-1905), Berlin (1905-1945), une période de fragmentation d'après-guerre (1945-1958), puis à Düsseldorf (1958-1990). Elle fait partie des plus grandes institutions financières d'Allemagne. Commerzbank est la deuxième plus grande banque d'Allemagne.
Depuis sa fondation en 1870, elle s'est développée grâce à plusieurs acquisitions, notamment celle de Dresdner Bank en 2008-2009, une opération de sauvetage grâce à laquelle le gouvernement allemand est devenu l'actionnaire de référence de l'entité combinée .
Commerzbank est présente dans plus de 50 pays dans le monde. Elle emploie 48 500 employés, dont 8 100 en dehors de l'Allemagne qui s’occupent de plus de 8 millions de clients à travers le monde, notamment en Europe, en Asie et aux États-Unis. La banque compte plus de 11 millions de clients privés et de petites entreprises en Allemagne et plus de 70 000 entreprises, multinationales, prestataires de services financiers et clients institutionnels dans le monde entier. La banque finance près d'un tiers du commerce extérieur allemand. En Allemagne, Commerzbank dispose d’un réseau d'environ 800 agences.

## Histoire

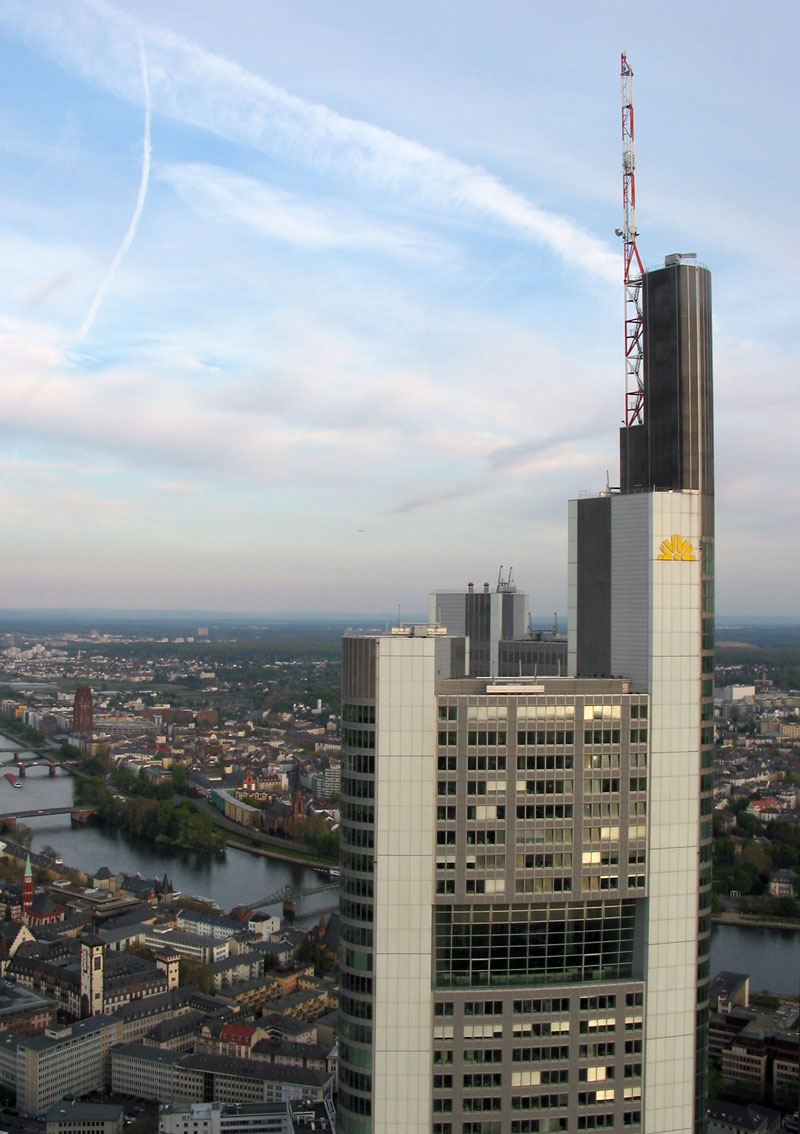
La Commerzbank Tower à Francfort

Commerzbank a été fondée en 1870 par des marchands et des banquiers de Hambourg. Après sa fusion avec la Berliner Bank, elle a déménagé son siège social à Berlin en 1905. En 1920, elle fusionnera ensuite avec la Mitteldeutsche Privatbank AG de Magdebourg, présente en Saxe prussienne, Saxe et en Thuringe. S'ensuit une autre fusion en 1929, cette fois-ci avec la Mitteldeutsche Creditbank. En 1931, durant la Grande Dépression, il est décidé par la chancellerie de Heinrich Brüning pour aider la Commerzbank en difficulté, de la fusionner avec le Barmer Bankverein présente en Allemagne de l'Ouest et en Amérique du Nord. Et après la Seconde Guerre mondiale et la perte sans indemnité de ses opérations en Allemagne de l'Est et d'une série de scissions et fusions liées à l'occupation de l'Allemagne de l'Ouest en 3 zones, le siège s'installe à Düsseldorf, puis enfin en 1958, il est déplacé à Francfort.
Depuis l'achat d'Eurohypo, Commerzbank AG est la plus grande société européenne de financements immobiliers et de projets publics.
En 2008, Commerzbank acquiert pour 5,5 Md€ la Dresdner Bank, une banque allemande qui éprouvait des difficultés, pour devenir un spécialiste des prêts destinés aux petites entreprises. En échange de quoi, le groupe Allianz entre dans son actionnariat.
Le 8 janvier 2009, Commerzbank a affirmé qu'elle recevrait 10 milliards € du gouvernement fédéral allemand, une partie servant à acquérir 25 % de son capital, l'autre étant reçu sous forme de prêt. Auparavant, elle avait profité du programme de sauvetage financier allemand.
En septembre 2016, Commerzbank annonce la suppression de 9 000 postes, entre 2016 et 2020, sur les 51 000 qu'elle possède.
En 2017, des perquisitions sont menées dans les locaux de Commerzbank pour évasion fiscale.
En crise depuis plusieurs années, Commerzbank annonce en septembre 2019 la suppression de 4 300 emplois dans le monde et de 200 agences.
En septembre 2020, la banque annonce qu'à compter du 1er janvier 2021 le directoire de la banque Commerzbank sera présidé par Manfred Knof, actuel directeur chargé de la clientèle privée de la Deutsche Bank.
En janvier 2021, Commerzbank annonce la suppression de 10 000 postes à l'horizon 2024 et la suppression de 340 agences sur les 790 qu'il détient.
En septembre 2024, UniCredit acquiert par plusieurs manœuvres 21 % de participations dans Commerzbank.

## Activités en France
Installée à Paris depuis 1976, Commerzbank propose aux grandes entreprises françaises ainsi qu'aux filiales françaises de groupes internationaux une gamme complète de services tant de banque commerciale et que de banque d'affaires en liaison avec les équipes spécialisés de son siège à Francfort et de l'ensemble du réseau du groupe.
Commerzbank propose également en France aux investisseurs particuliers et professionnels une gamme complète de warrants et de certificats cotés sur Euronext Paris. Il se situe au 3e rang des émetteurs de warrants en 2007 en termes de volume de transactions derrière BNP Paribas et Société générale.

## Actionnariat
Répartition de l'actionnariat en 2019 :
- Investisseurs institutionnels : 54 %
- Investisseurs privés : 20 %
- République fédérale d'Allemagne : 15 % (en dessus)
- Cerberus : 5 % (en dessus)
- BlackRock : 3 % (en dessous)
- Norges Bank : 3 % (en dessous)

Répartition de l'actionnariat en janvier 2009 :
- 25,00 % État Allemagne (en KfW groupe)
- 14,00 % Allianz
- 8,80 % Generali
- 36,02 % flottant

Répartition de l'actionnariat en 2005 : 
- flottant : 81,8 % ;
- Generali : 9,1 % ;
- Munich Re : 5,0 % ;
- Santander : 3,4 % ;
- autocontrôle : 0,7 %.

## Condamnations

### Violation d'embargos américains
En mars 2015, Commerzbank, sous le coup d'enquêtes de plusieurs autorités américaines (Department of Financial Services, Department of Justice...) pour d'éventuelles violations des sanctions économiques américaines visant l’Iran et le Soudan et des transactions frauduleuses avec une société japonaise, a conclu avec celles-ci des accords en vertu desquels elle s'engage à verser une amende totale d'1,45 milliard de dollars, à licencier les employés incriminés et à mettre en place un système de monitoring indépendant. Les autorités ont notamment critiqué les différents stratagèmes de contournement et d'ignorance des alertes utilisés par la banque.